# Schloss Moritzburg (Zeitz)

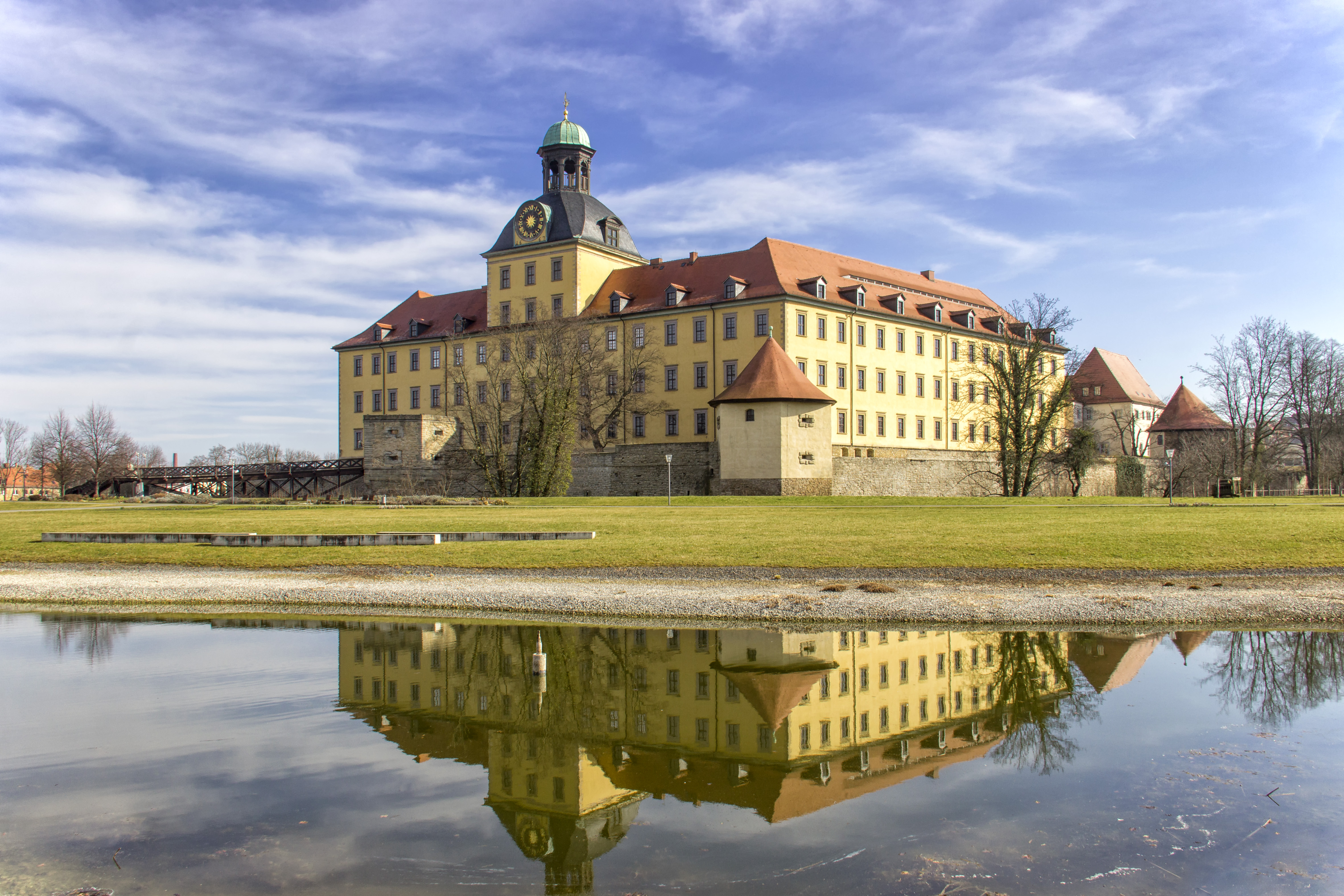
Schloss Moritzburg

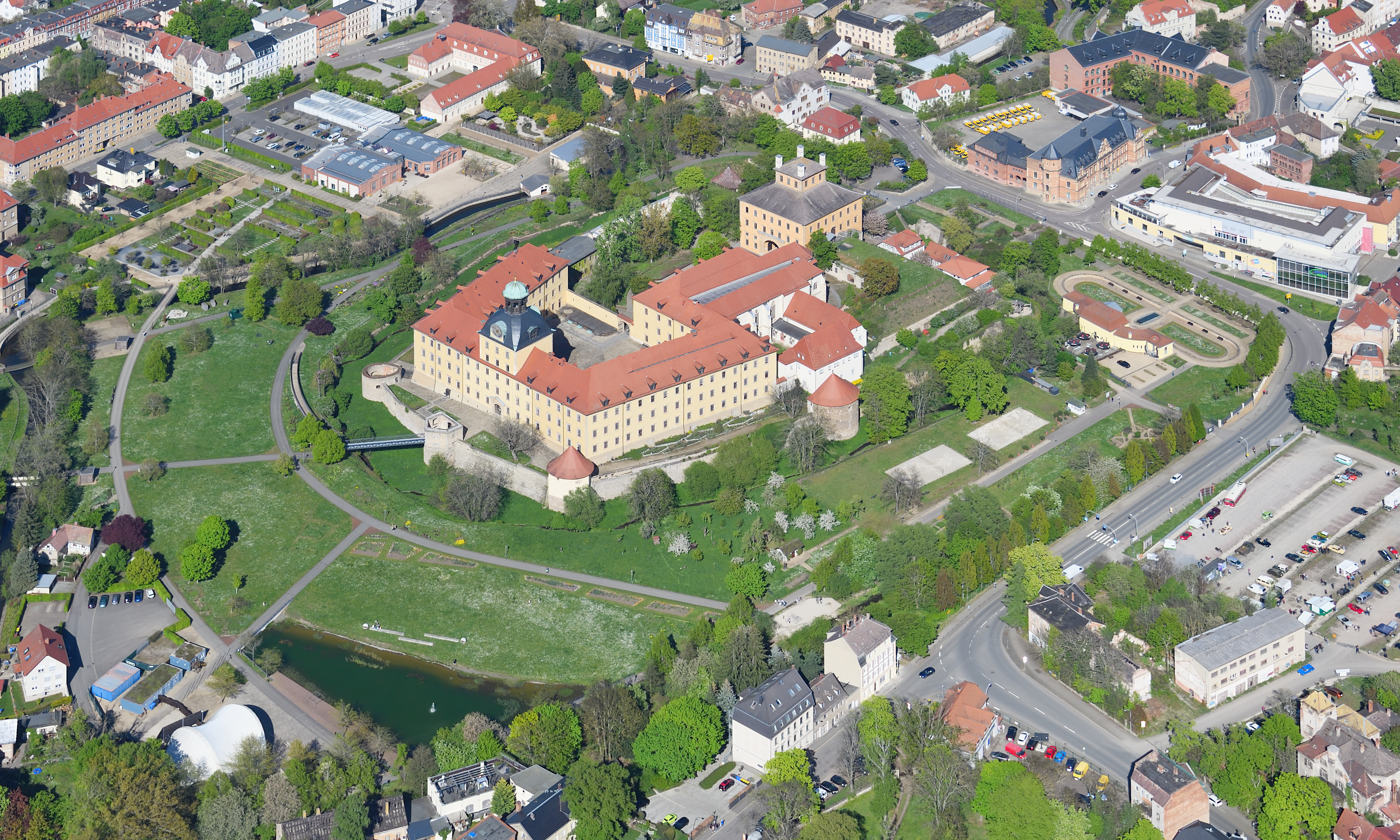
Luftbild

Schloss Moritzburg ist ein befestigtes Schloss in Zeitz an der Elster im Burgenlandkreis in Sachsen-Anhalt. Ausgehend von einer Königspfalz und einem befestigten Bischofssitz entstand im 17. Jh. das heutige Barockschloss. Auf dem Gelände des Schlosses befindet sich auch der Zeitzer Dom.

## Geschichte

Plan der Anlage (1762)

Im Zusammenhang mit der Gründung des Erzbistums Magdeburg 968 wurde auch das Bistum Zeitz als Suffraganbistum 968 durch Otto I. gegründet. 976 schenkte dessen Sohn Otto II. die schon bestehende königliche Burg dem Bischof. Bisher sind noch keine Überreste dieser Burg archäologisch nachgewiesen worden. Die unsichere Lage des Ortes wird durch Zerstörungen bei mehreren Aufständen der slawischen Bevölkerung in den Jahren 983, 1002 und 1028 deutlich. Deshalb wurde 1028 der Bischofssitz nach dem sichereren Naumburg verlegt. Neben dem in Zeitz verbleibenden Kollegiatstift diente die Burg in den nächsten Jahrhunderten immer wieder als Residenz der Bischöfe. Um die Rechte am Bischofshof gab es in der Folgezeit einen langen Rechtsstreit mit dem Markgrafen von Meißen. 1259 musste Bischof Dietrich II. einwilligen, den Vorderhof des Schlosses einschließlich seiner Befestigungen zu zerstören. 1271 fanden aber wieder Befestigungsarbeiten statt, die 1278 von Markgraf Dietrich von Landsberg schließlich genehmigt wurden.
1429 wurde der Burgkomplex durch einen Hussiteneinfall erheblich beschädigt. Bischof Johann II. von Schleinitz (1422–1434) ließ daraufhin die heute noch erhaltenen gotischen Befestigungsanlagen aus einem unregelmäßigen Mauerring mit acht Türmen und Rondellen, sowie einem breiten Graben errichten. Unter seinen Nachfolgern wurden die Befestigungsanlagen 1470 – 1492 weiter verstärkt.
Zur Zeit der Reformation war das Bistum umstritten. Der Kurfürst von Sachsen versuchte, es unter seinen Einfluss zu bringen. Kaiser Karl V. konnte sich aber zunächst durchsetzen und seinen Bischof Julius von Pflug 1547 einsetzen. Erst nach dessen Tod 1564 wurden die Wettiner Administratoren des Stiftes.
1644 erlitt die Burg durch Kämpfe zwischen Schweden und einem kaiserlichen Heer während des Dreißigjährigen Krieges schwere Beschädigungen.

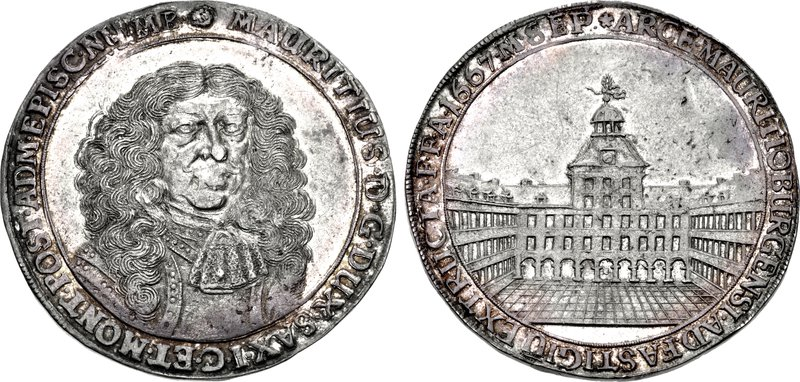
Herzog Moritz von Sachsen-Zeitz, Taler auf den Bau von Schloss Moritzburg in Zeitz von 1667

1657 bis 1667 wurde die zerstörte Bischofsburg als Residenz des Herzogtums Sachsen-Zeitz neu errichtet. Sie ist (neben dem Schloss Friedenstein in Gotha) eine der ältesten in der Gruppe frühbarocker festungsähnlicher Residenzen im Gebiet der Wettiner. Anstelle der mittelalterlichen Bischofsburg wurde eine Dreiflügelanlage mit einem Turm in der Mitte des Hauptflügels errichtet, der Dom wurde zur Schlosskirche umgebaut, die schwer beschädigte gotische Burgmauer repariert und erneuert. Außerdem erhielt das Schloss einen Befestigungsring nach dem Bastionärsystem. Besonders imposant sind die bis heute erhaltenen stadtseitigen kasemattierten Schanzen mit dem dazwischen gelegenen monumentalen Torhaus.
Nach dem Erlöschen der Linie Sachsen-Zeitz fiel das Schloss 1718 an Kursachsen zurück; 1815 kam es durch die Bestimmungen des Wiener Kongresses in preußischen Besitz.
1990 bis 2004 fanden im gesamten Schloss- und Festungsensemble umfassende Sanierungsarbeiten statt. Der ehemalige Schlossgarten, der sich nur auf die Flächen um die Wallanlagen beschränkte, wurde zusammen mit dem auf der anderen Seite des Floßgrabens liegenden Rossner-Parks im Rahmen der Vorbereitung zur Landesgartenschau 2004 zum Schlosspark Zeitz umgebaut. Er beherbergt heute nicht nur eine Orangerie, einen neuen Johannisteich, ein Veranstaltungsbühne sowie mehrere integrierte Spielplätze und Brücken, sondern auch beim nördlichen Zugang von der Albrechtstrasse eine wiederaufgebautes Badehaus, eine Mehrzweckhalle und einen japanischen Garten.
Heute gehören das Schloss und der Schlosspark zum Projekt Gartenträume Sachsen-Anhalt.

## Museum
Im Hauptgebäude des Schlosses ist das Museum Schloss Moritzburg untergebracht, das zurzeit ca. 250.000 Sachzeugen in mehreren Bereichen beherbergt, dies sind:
- Deutsches Kinderwagen-Museum (Dauerausstellung)
- Sammlung historischer Möbel von der Renaissance bis zum 19. Jahrhundert (Dauerausstellung)
- jährliche wechselnde Sonderausstellungen[1] zu Malerei und Grafik, Kulturgeschichte und Heimatgeschichte
- Druckkunst-Sammlung im Kunst- und Museumspädagogischen Zentrum „Johannes Lebek“[2] (im Torhaus)

Zu erwähnen ist noch, dass Teile der Werke der Zeitzer Bibliotheksinitiative ebenfalls in den Räumen des Schlosses untergebracht sind, dazu gehören:
- die Stiftsbibliothek Zeitz (mit mehr als 40.000 historischen Werken, z. B. der Zeitzer Ostertafel aus dem Jahre 447)
- die Ernst-Ortlepp-Bibliothek (mit ca. 38.000 Werken zur Kultur- und Heimatgeschichte u. a. die Meißnische Land- und Bergchronik des Petrus Albinus von 1589)
- die Bibliothek und das Archiv der Lutheriden-Vereinigung e. V.[4] (im Torhaus)
- Bibliothek des Zeitzer Stadtarchivs

## Galerie

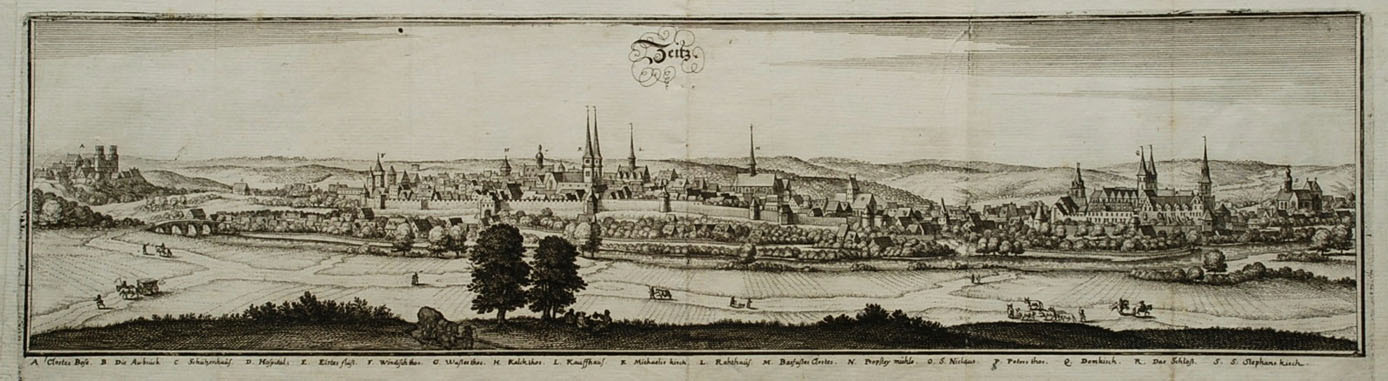
Stadt und Burg Zeitz, letztere mit dem Dom, ganz links das Kloster Posa, Kupferstich von Merian 1650 nach einer Zeichnung von Wilhelm Dilich
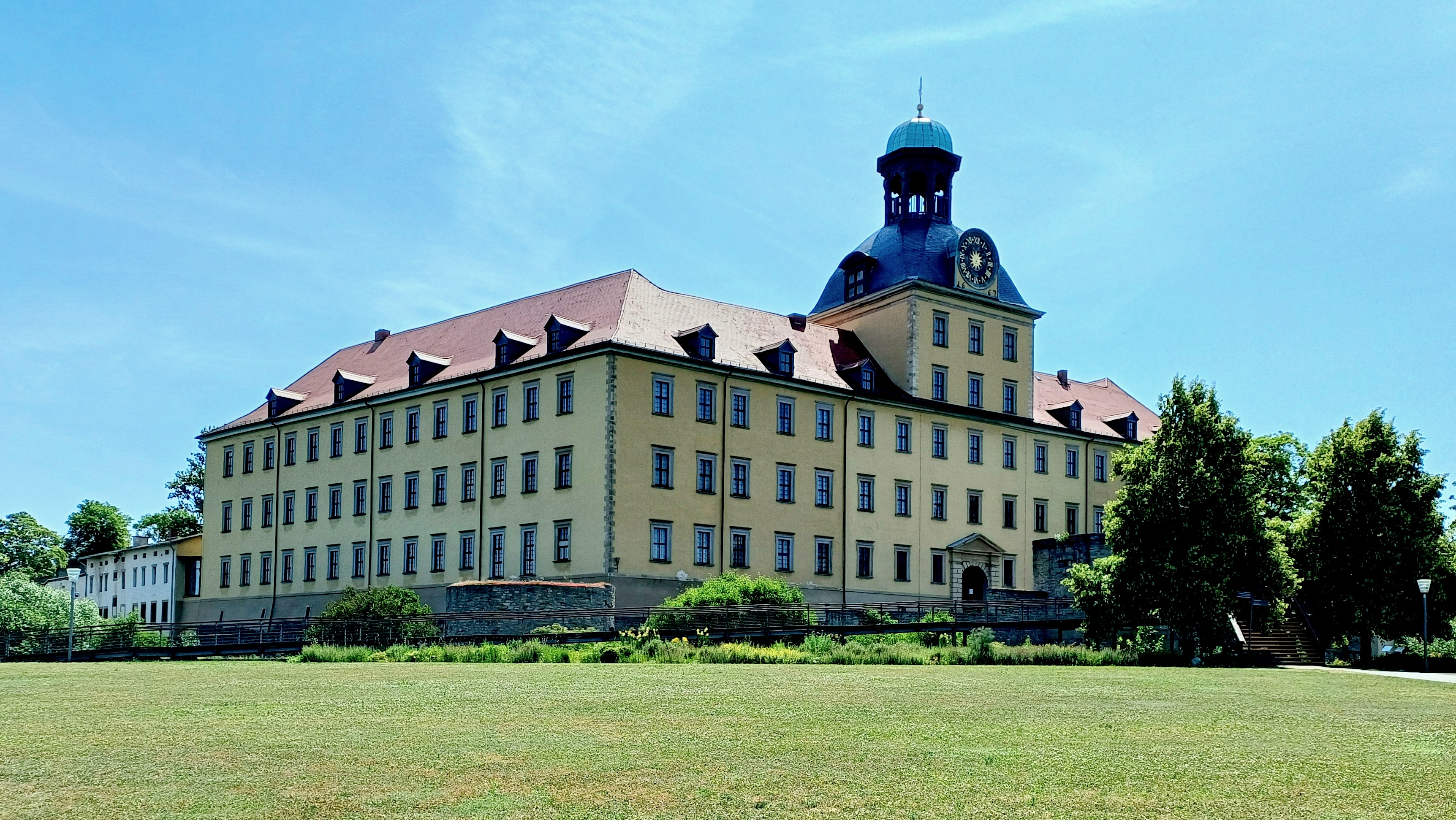
Schloss Moritzburg, Seitenansicht
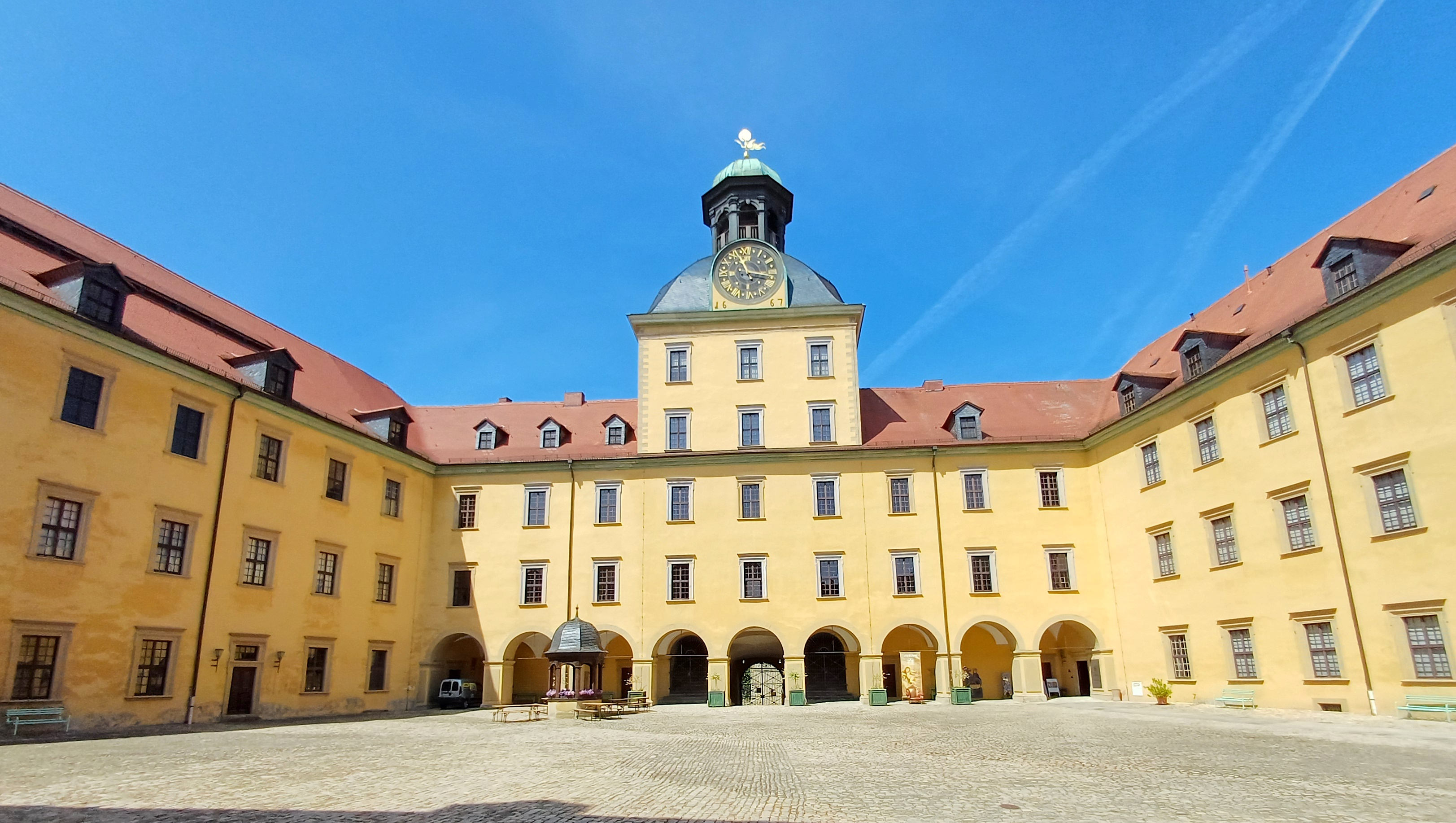
Schloss Moritzburg, Innenhof
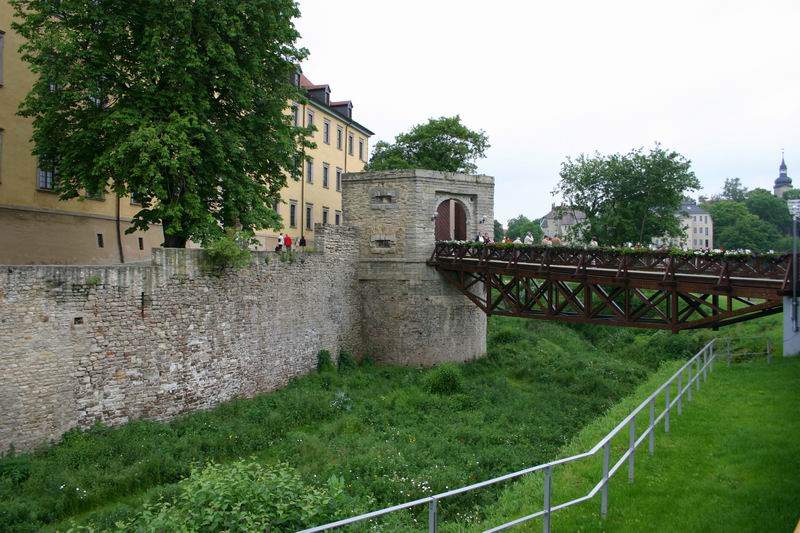
Schloss Moritzburg, Westtoranlage
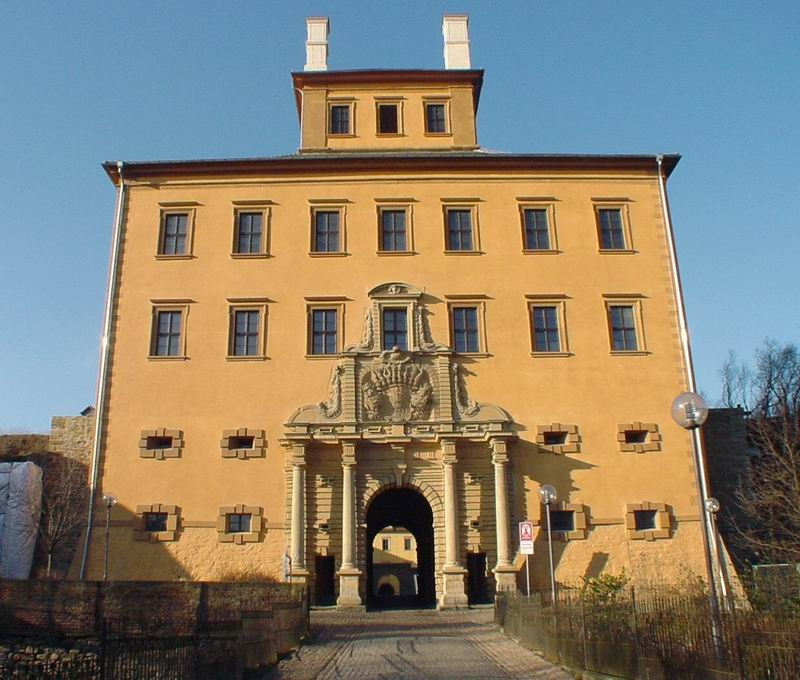
Schloss Moritzburg, (stilistisch) manieristisches Torhaus mit Wappen der Herzöge von Sachsen-Zeitz
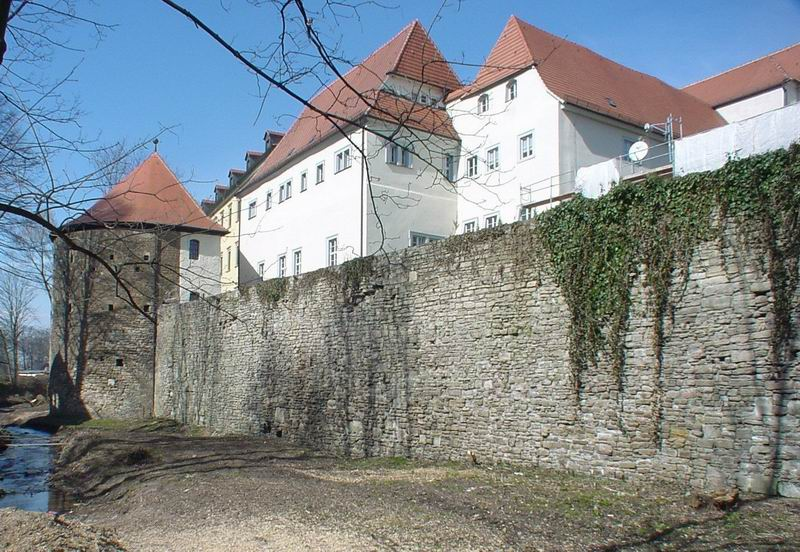
Schloss Moritzburg, südliche Zwingermauer
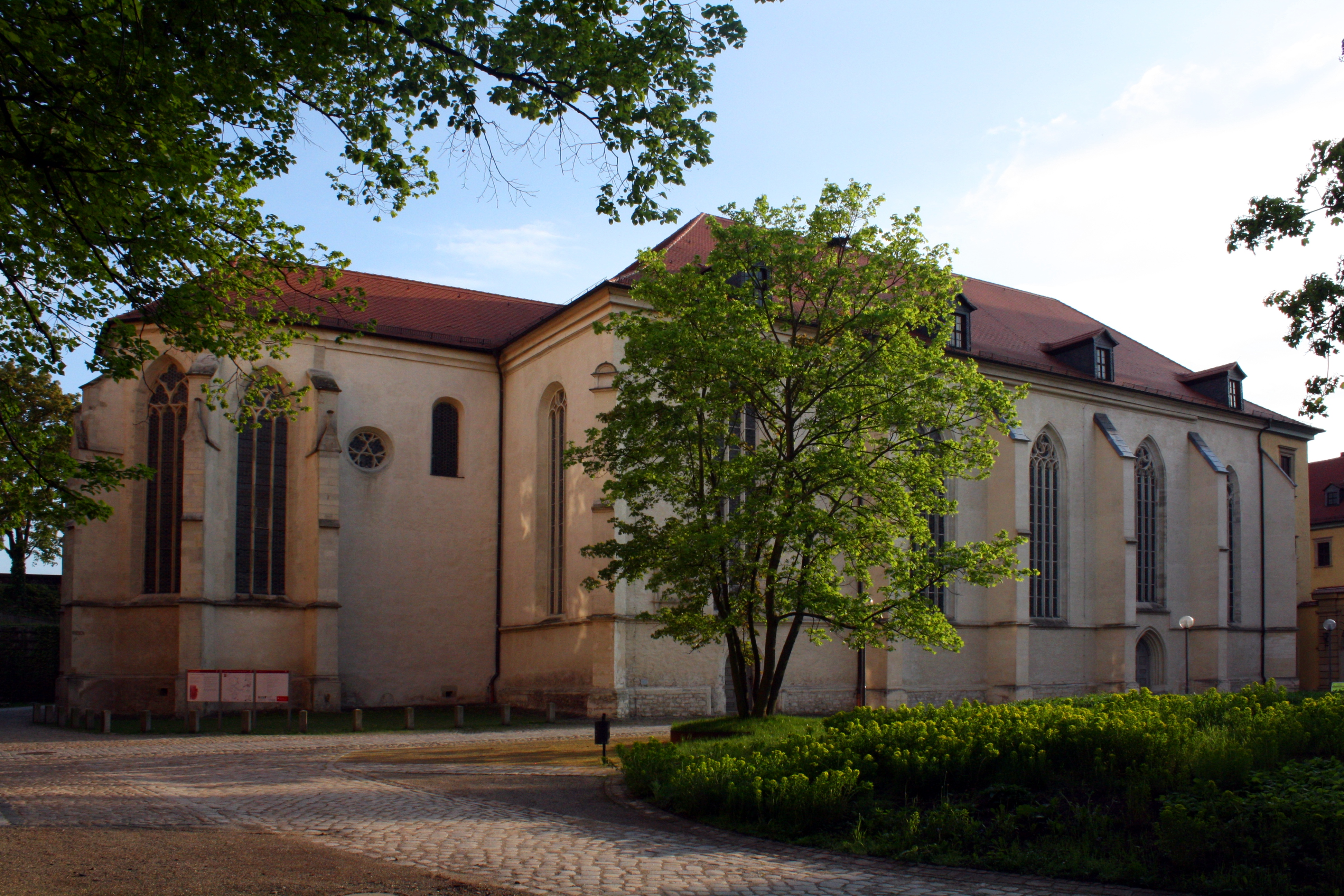
Dom St. Peter und Paul
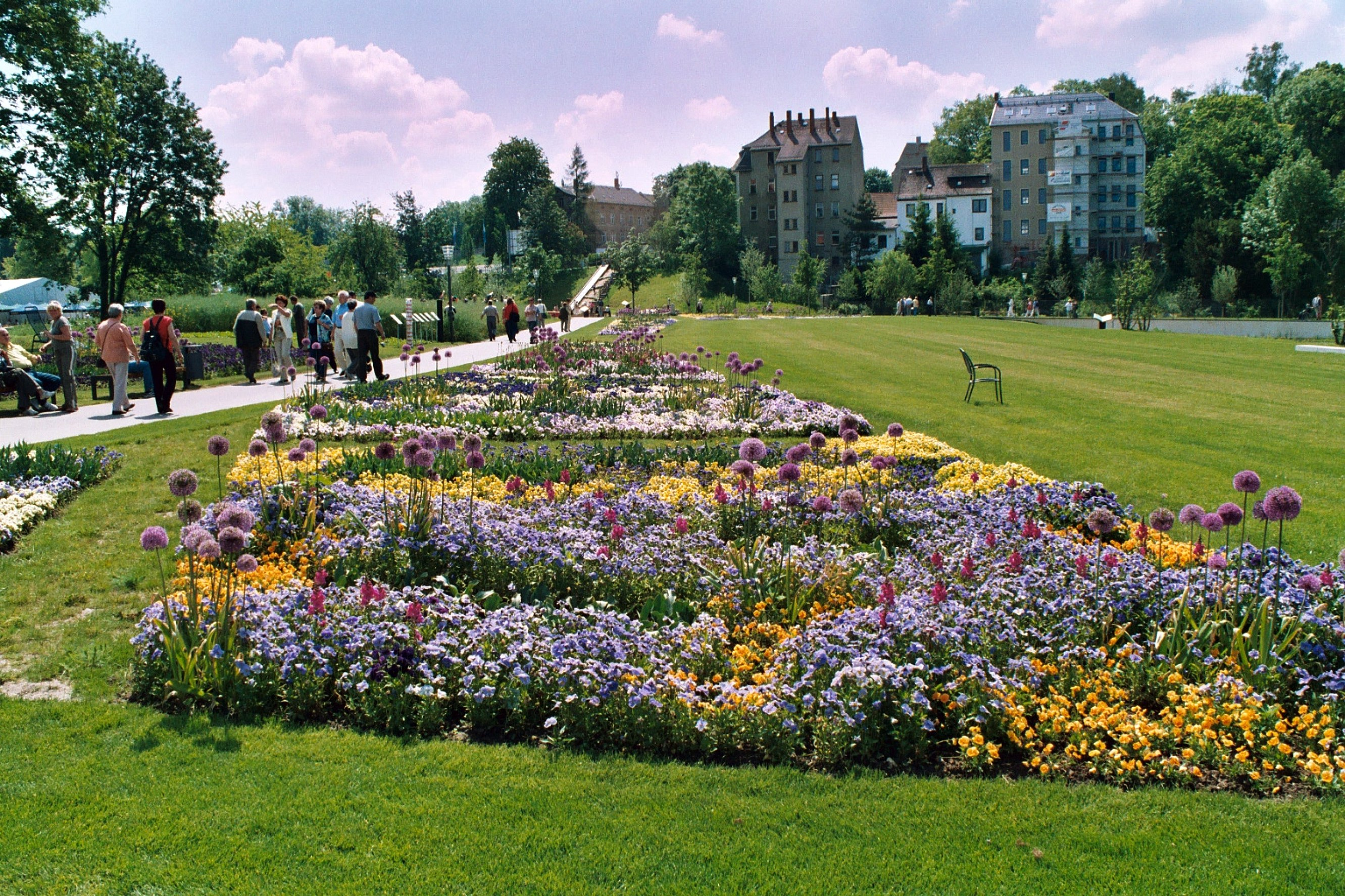
Landesgartenschau Schlosspark
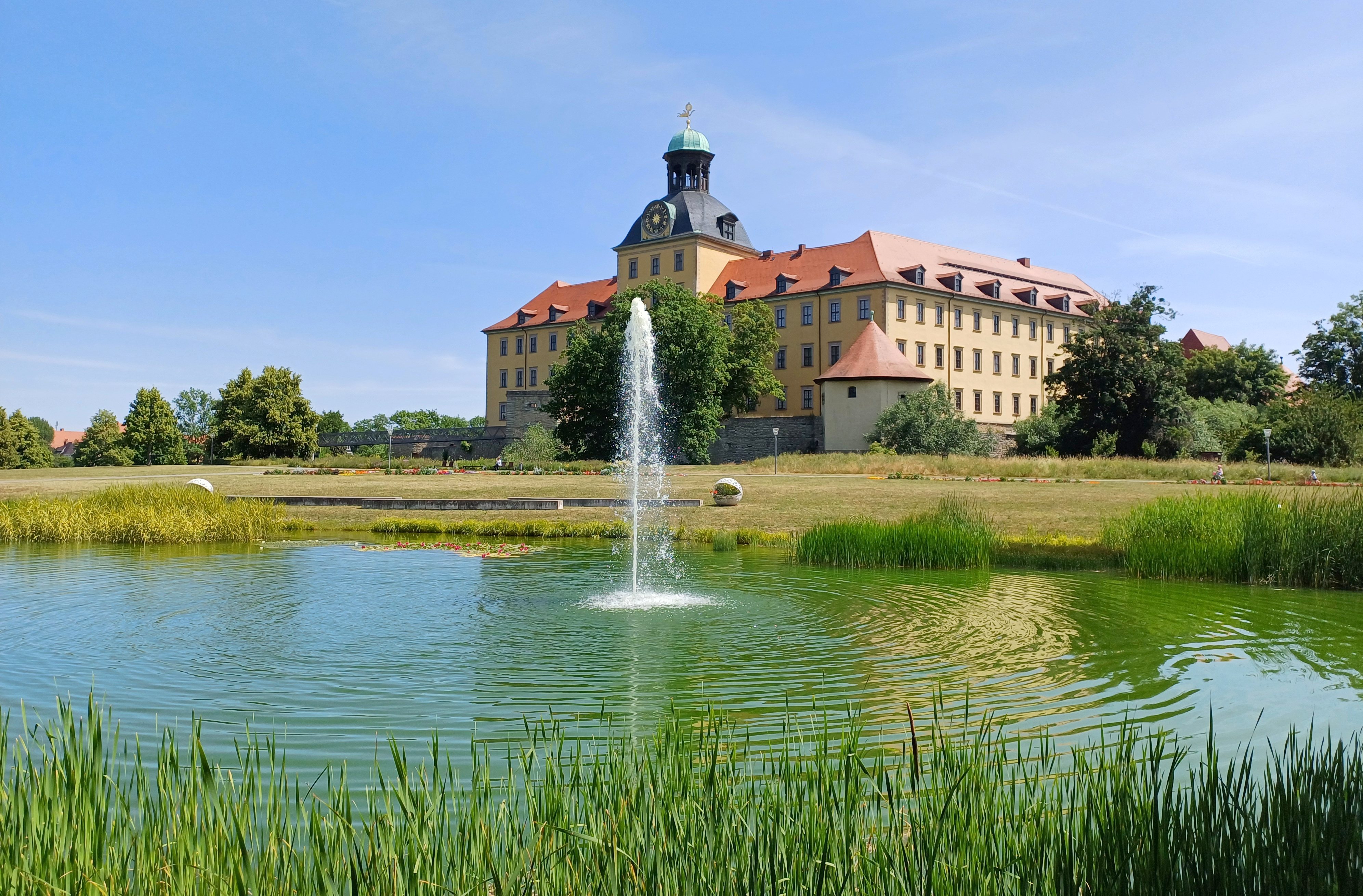
Teich Schlosspark mit Blick zum Schloss
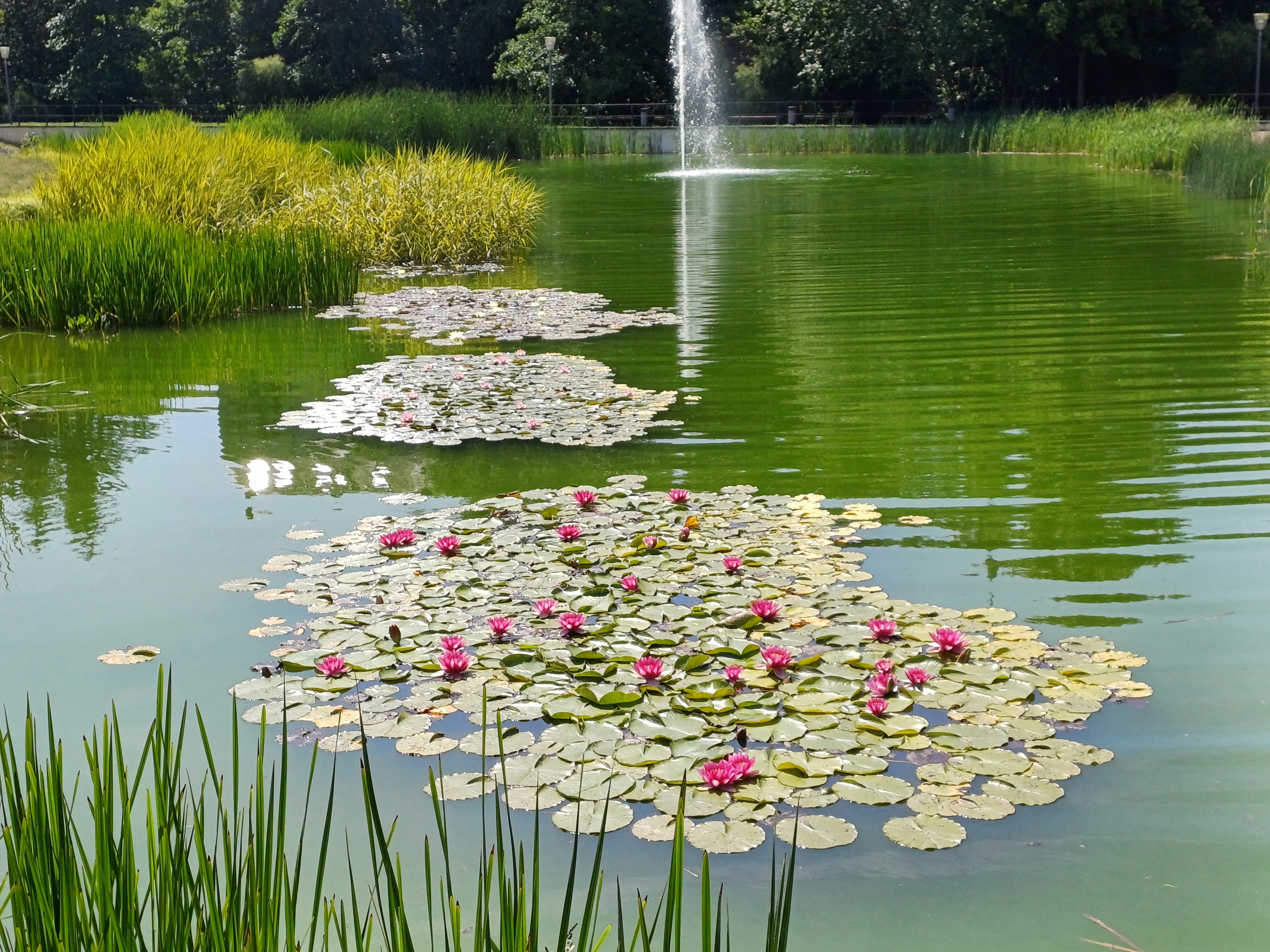
Seerosen Schlosspark
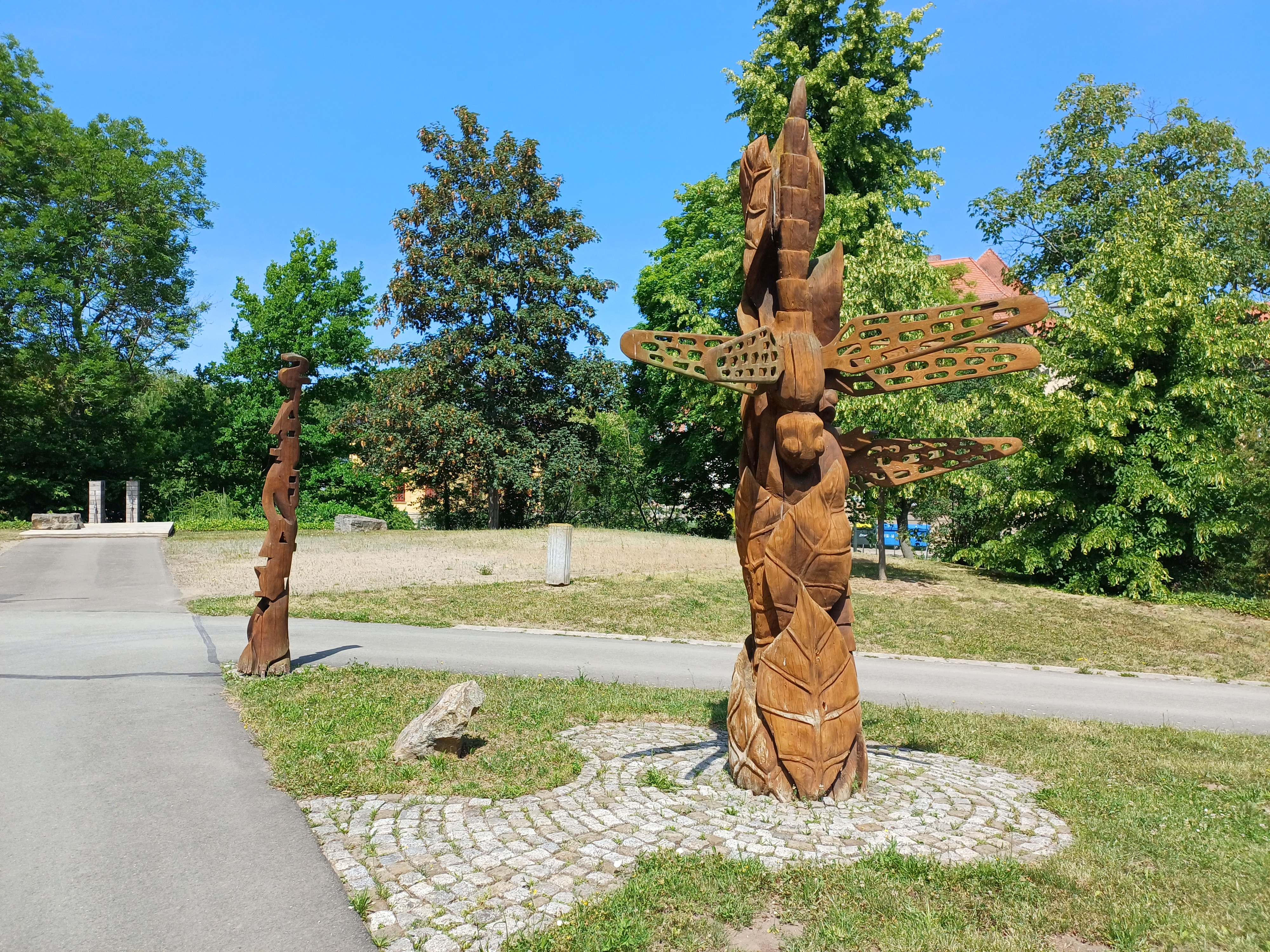
Skulpturen Schlosspark
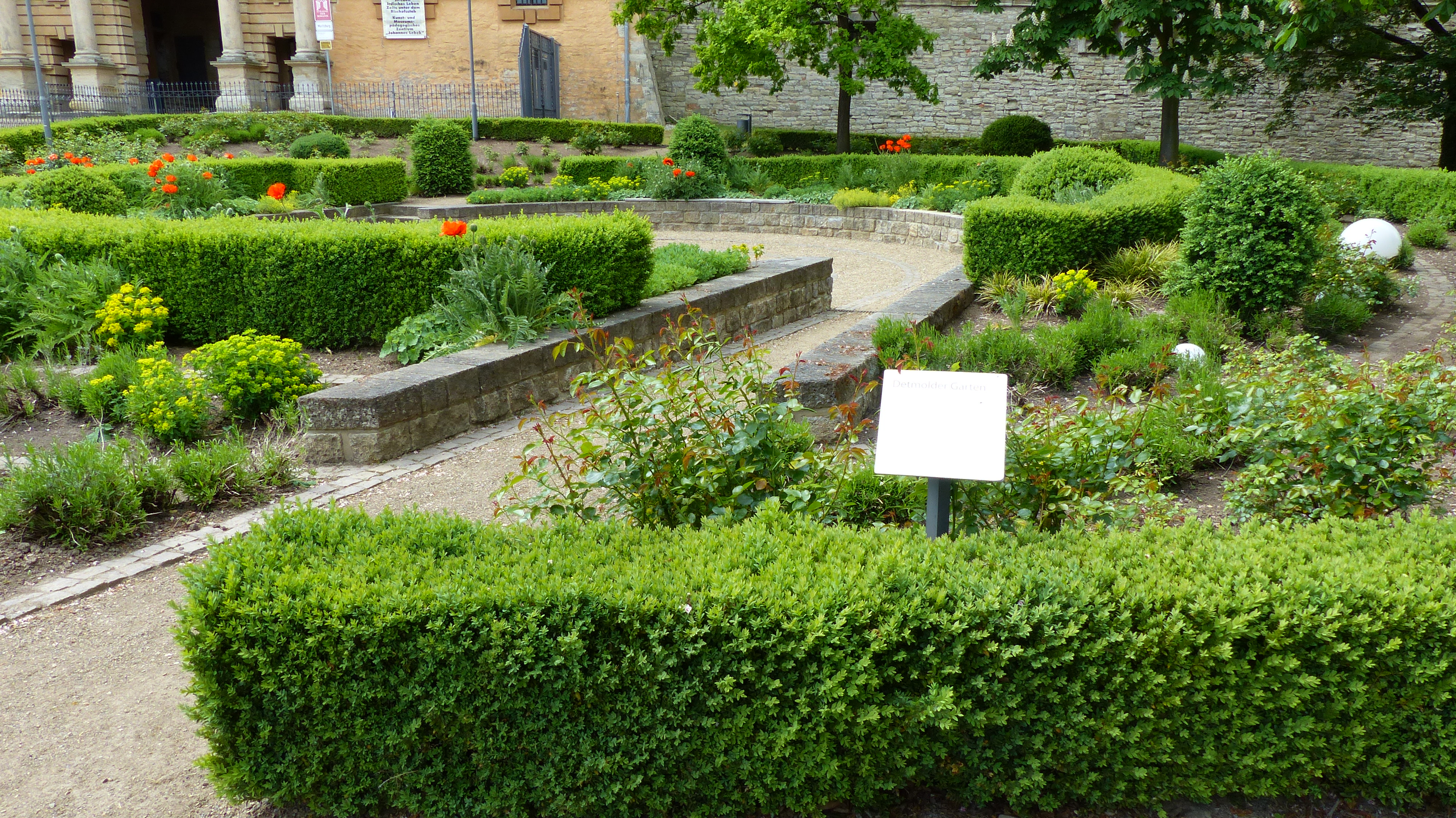
Themengärten Schlosspark
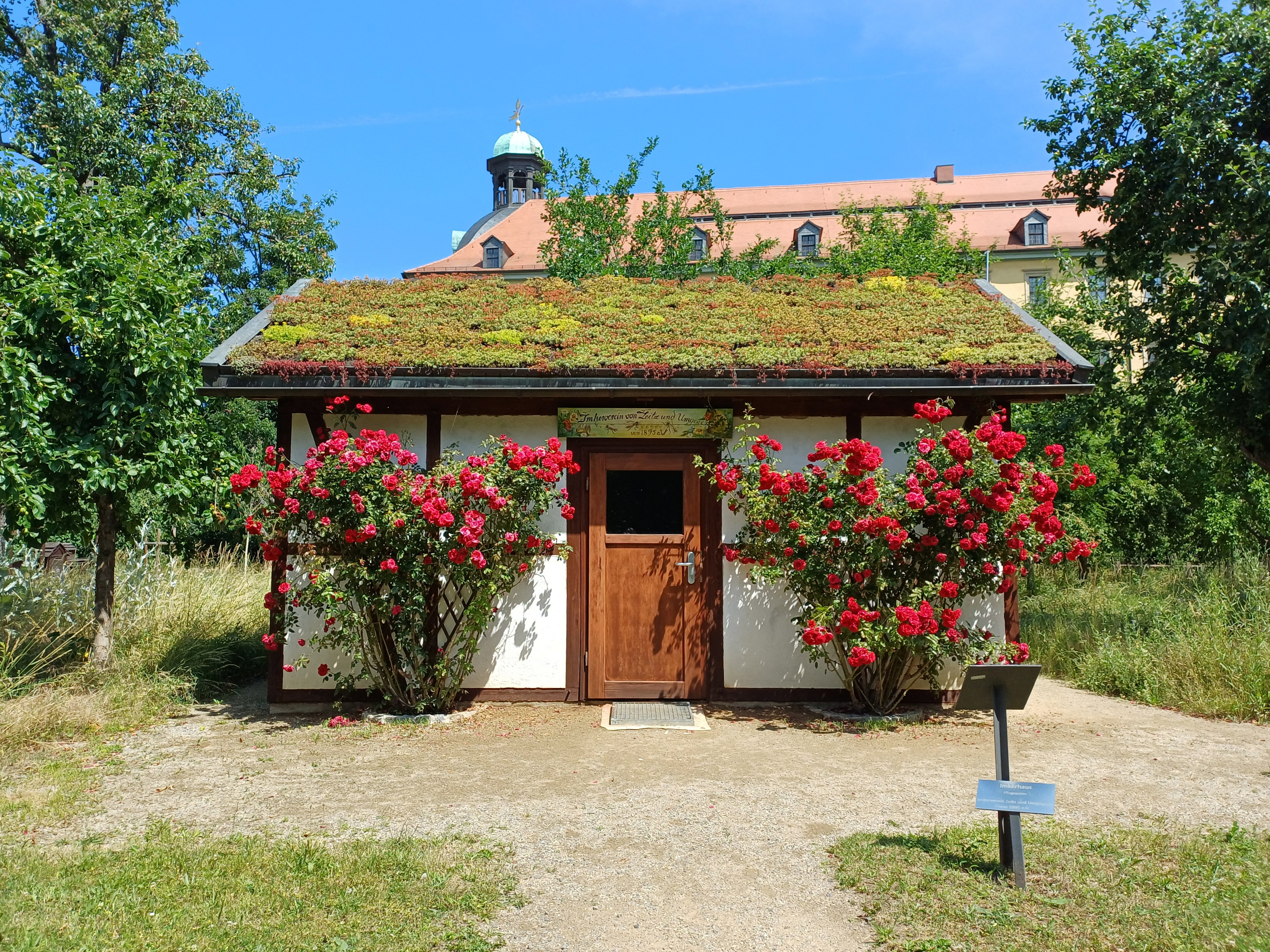
Imkerhaus Schlosspark